# Heartbreakers (pel·lícula del 2001)
Heartbreakers és una comèdia romàntica d'embolics del 2001 dirigida per David Mirkin. La protagonitzen Sigourney Weaver, Jennifer Love Hewitt, Ray Liotta, Jason Lee, i Gene Hackman. Weaver va ser nominada per un Golden Satellite Award per la seva actuació a la pel·lícula. Aquesta pel·lícula va ser escrita per Robert Dunn, Paul Guay i Stephen Mazur. Era la tercera col·laboració de Guay i Mazur, les comèdies prèvies dels quals van ser The Little Rascals i Liar Liar. S'ha doblat i subtitulat al català.

## Argument
Max (S. Weaver) i Page (J.L. Hewitt) són mare i filla, i totes dues lladregots professionals. La seva tècnica està ben rodada: l'una, la mare, es casa amb un home afortunat que no la satisfà sexualment, mentre l'altre, la filla, fent-se passar per secretària o mestressa de casa, satisfà les necessitats del marit. Fins al flagrant delicte d'adulteri i el divorci, amb una indemnització econòmica per a la pobra (jove) casada. Però heus aquí un dia en què la jove reivindica la seva independència.

## Repartiment
- Sigourney Weaver: Angela Nardino / Max Conners / Ulga Yevanova
- Jennifer Love Hewitt: Wendy / Page Conners / Jane Helstrom
- Gene Hackman: Williams B. Tensy
- Ray Liotta: Dean Cumanno / Vinny Staggliano
- Jason Lee: Jack Withrowe
- Anne Bancroft: Gloria Vogal / Barbara
- Nora Dunn: Senyoreta Madress, la criada de Williams B. Tensy
- Jeffrey Jones: M. Appel
- Julio Oscar Mechoso: Leo
- Sarah Silverman: Linda
- Zach Galifianakis: Bill
- Michael Hitchcock: Dr. Arnold Davis
- Pierre Gonneau: El sacerdot del primer matrimoni
- Shawn Colvin: La pastora al matrimoni de Page i Jack

## Producció
La pel·lícula va estar en treballs durant bastant temps. Originalment, Ang Lee havia de treballar amb Anjelica Huston i Alicia Silverstone en els papers de "Max" i "Page". Tanmateix, a causa de la llarga etapa de preproducció, les dues actrius van haver de retirar-se de la pel·lícula a causa de conflictes de planificació. El 1999, s'anunciava que Anjelica Huston i Cameron Diaz interpretarien els dos papers principals, amb Doug Liman com a director però llavors Liman va deixar el projecte, amb un temps bastant llarg per trobar un director nou. Huston i Diaz s'haurien de retirar també. Cher va ser cridada i David Mirkin va reescriure el guió i dirigiria el film. Jennifer Aniston també era temptada pel projecte. Cher va abandonar per fer una gira mundial per al seu inesperat èxit Believe i els papers de mare/filla anaven cap a Sigourney Weaver i Jennifer Love Hewitt.
La pel·lícula va ser rodada a Palm Beach, Florida (específicament a l'Hotel Breakers); segons el director David Mirkin, només unes quantes preses externes es van rodar a Palm Beach, i la resta a localitzacions de Los Angeles. La pel·lícula conté unes quantes referències a Els Beatles, incloent-hi una versió folklòrica russa de "Back in the U.S.S.R." cantada per Sigourney Weaver i l'ús de "Oh My Love" de John Lennon en unes quantes escenes clau.